# Péninsule du Cap York
Ne doit pas être confondu avec Péninsule de Yorke.
La péninsule du Cap York est située à l'extrême nord du Queensland, en Australie. Le cap York (10° 41′ 14,32″ S, 142° 31′ 53,46″ E),  au bout de la péninsule, est le point le plus septentrional de l'Australie. Elle fut baptisée ainsi par le lieutenant James Cook en 1770 d'après le duc d'York.
L'extrémité de la péninsule est séparée de seulement 150 kilomètres de la Nouvelle-Guinée par le détroit de Torrès parsemé d'îles. La côte ouest borde le golfe de Carpentarie et la côte est borde la mer de Corail. La péninsule du Cap York fait environ 137 000 km2 en tout (davantage que la Grèce ou l'Angleterre), mais est seulement peuplée de 18 000 habitants.
Géographiquement, c'est un territoire extrêmement érodé, presque de plaine, avec quelques collines très basses à l'est. Les plus hautes d'entre elles forment la Chaîne de fer (en), remarquable pour ses forêts tropicales inhabituelles, où figure un certain nombre d'espèces, telles que le Cacatoès noir, qu'on trouve par ailleurs en Nouvelle-Guinée. Les sols sont remarquablement infertiles, même en comparaison avec d'autres zones d'Australie, étant presque entièrement latérisés et dans la plupart des cas tellement vieux et burinés que très peu de développement est apparent[Quoi ?] aujourd'hui. C'est à cause de cette extraordinaire pauvreté du sol que la région est si peu habitée : les sols répondent si peu à la fertilisation que les tentatives d'agriculture ont presque toutes échoué.
Sur le plan climatique, la péninsule du Cap York jouit de la mousson, avec une saison humide de novembre à avril et une saison sèche de mai à octobre. Le total des précipitations annuelles est élevé, s'étendant entre plus de 2 000 mm dans l'Iron Range et au nord de Weipa, jusqu'à environ 700 mm au bord sud.
Les principales industries sont le tourisme, l'exploitation minière, la pêche et l'élevage bovin.